# Lahcen Ouadani
Lahcen Ouadani (arab. ‏لحسن وداني‎; ur. 14 lipca 1959 w Rabacie) – były marokański piłkarz grający na pozycji obrońcy.

## Kariera klubowa
Lahcen Ouadani podczas kariery piłkarskiej występował w klubie FAR Rabat. Z klubem z Rabatu wywalczył trzy mistrzostwa Maroka (1984, 1987, 1989), trzy Puchary Maroka (1984, 1985 i 1986) oraz Afrykańską Ligę Mistrzów 1985.

## Kariera reprezentacyjna
W reprezentacji Maroka Lahcen Ouadani grał w latach osiemdziesiątych.
W 1984 uczestniczył w Igrzyskach Olimpijskich w Los Angeles.
W 1985 uczestniczył w wygranych eliminacjach do Mistrzostw Świata 1986.
W 1986 roku uczestniczył w Mistrzostwach Świata 1986.
Na Mundialu w Meksyku Ouadani wystąpił we dwóch meczach Maroka z reprezentacją Anglii oraz reprezentacją RFN. W 1989 uczestniczył w przegranych eliminacjach do Mistrzostw Świata 1990.